# Dadeus Grings
Dom Dadeus Grings (Nova Petrópolis, 7 de setembro de 1936) é um bispo católico, arcebispo-emérito de Porto Alegre.

## Vida
De origem alemã, é filho de José Grings e Maria Margarida Büttenbender Grings. Fez o curso primário na Escola Paroquial São Lourenço, em Linha Imperial. Em 1949 ingressou no Seminário Menor São José de Gravataí.
No ano de 1955 seguiu para Roma onde se formou em Filosofia, no ano de 1958; Teologia, em 1962 e Direito Canônico, em 1964, pela Universidade Gregoriana.
Foi batizado com o nome de Tadeu Grings. Somente aos 18 anos, quando foi providenciar seu passaporte para ir estudar em Roma, descobriu que, por engano, em sua certidão de nascimento constava o nome de Dadeus Grings. Por entender que sua missão era levar a mensagem de Deus aos homens, decidiu não fazer a correção.
Foi ordenado sacerdote no dia 23 de dezembro de 1961, em Roma, pelo Cardeal Antonio Samorè, para a Arquidiocese de Porto Alegre.

## Sacerdócio
De volta ao Brasil, de meados de 1964 a meados de 1966 trabalhou na Paróquia São Geraldo, em Porto Alegre, como vigário paroquial.
Em 1966 foi nomeado professor de filosofia e teologia no Seminário Maior Nossa Senhora da Conceição, em Viamão. Ali, bem como depois no Instituto de Teologia e no Instituto de Pastoral, em Porto Alegre, lecionou as seguintes matérias: lógica, antropologia filosófica, teoria do conhecimento, cultura religiosa, tratado sobre Deus, teologia da graça, matrimônio cristão, história da Igreja e direito canônico.
Dom Dadeus manteve, por muitos anos, uma coluna literária semanal no Diário de Notícias, de Porto Alegre, sob o título de: Problemas Religiosos de ontem e hoje; e no Lar Católico, de Juiz de Fora, bem como no Correio Riograndense, de Caxias do Sul. Colaborou com muitos artigos mais longos para as revistas Teocomunicação, do Instituto de Teologia da PUCRS, no Convivium, Communio e no Mundo Jovem.
Em 1970 foi nomeado pároco da recém-criada Paróquia São João Vianney, em Viamão. Ali construiu as igrejas de São João Vianney, na Vila Orieta; Santo Antônio, na Vila Martinica; Cristo Rei, na Vila J. Lisboa, e Stella Maris, na vila de mesmo nome.
Em 1973, acumulando os cargos de professor e pároco, além de assistente de um grupo de seminaristas, foi nomeado reitor do Seminário Maior de Viamão, múnus que exerceu por seis anos. Durante este período, foram ordenados sacerdotes 120 alunos daquele seminário.
Nesse mesmo período, Dadeus Grings foi ainda eleito coordenador da área pastoral Viamão-Partenon, secretário do conselho de presbíteros da Arquidiocese de Porto Alegre, Juiz do tribunal Eclesiástico - Regional de Porto Alegre e coordenador do Departamento de Teologia do Instituto de Teologia da PUCRS. Em 1980 foi nomeado membro catedrático do Cabido Metropolitano, com o título de teologal.
Em meados de 1981, a pedido do Vaticano e por indicação do Cardeal Vicente Scherer, foi trabalhar na Secretaria de Estado do Vaticano, junto ao Papa João Paulo II. Dom Dadeus viajou em 1984 como membro da Secretaria de Estado, para a Rússia e China, no mesmo ano, no dia 5 de novembro, foi agraciado pela Santa Sé com o título de Monsenhor.
Em 1986 voltou para a Arquidiocese de Porto Alegre, sendo nomeado novamente pároco da Paróquia São João Vianney, em Viamão, professor na Faculdade de Filosofia e no Instituto de Teologia e Juiz do Tribunal Eclesiástico de Porto Alegre.
Em setembro de 1989 foi nomeado como pároco da Paróquia Nossa Senhora de Fátima, em Viamão.

## Episcopado
No dia 23 de janeiro de 1991, o Papa João Paulo II o nomeou terceiro Bispo de São João da Boa Vista, interior de São Paulo. Foi ordenado bispo aos 15 de março de 1991, na Catedral Metropolitana de Porto Alegre, por Dom Tomás Vaquero, na época, bispo emérito de São João da Boa Vista.

### Bispo de São João da Boa Vista

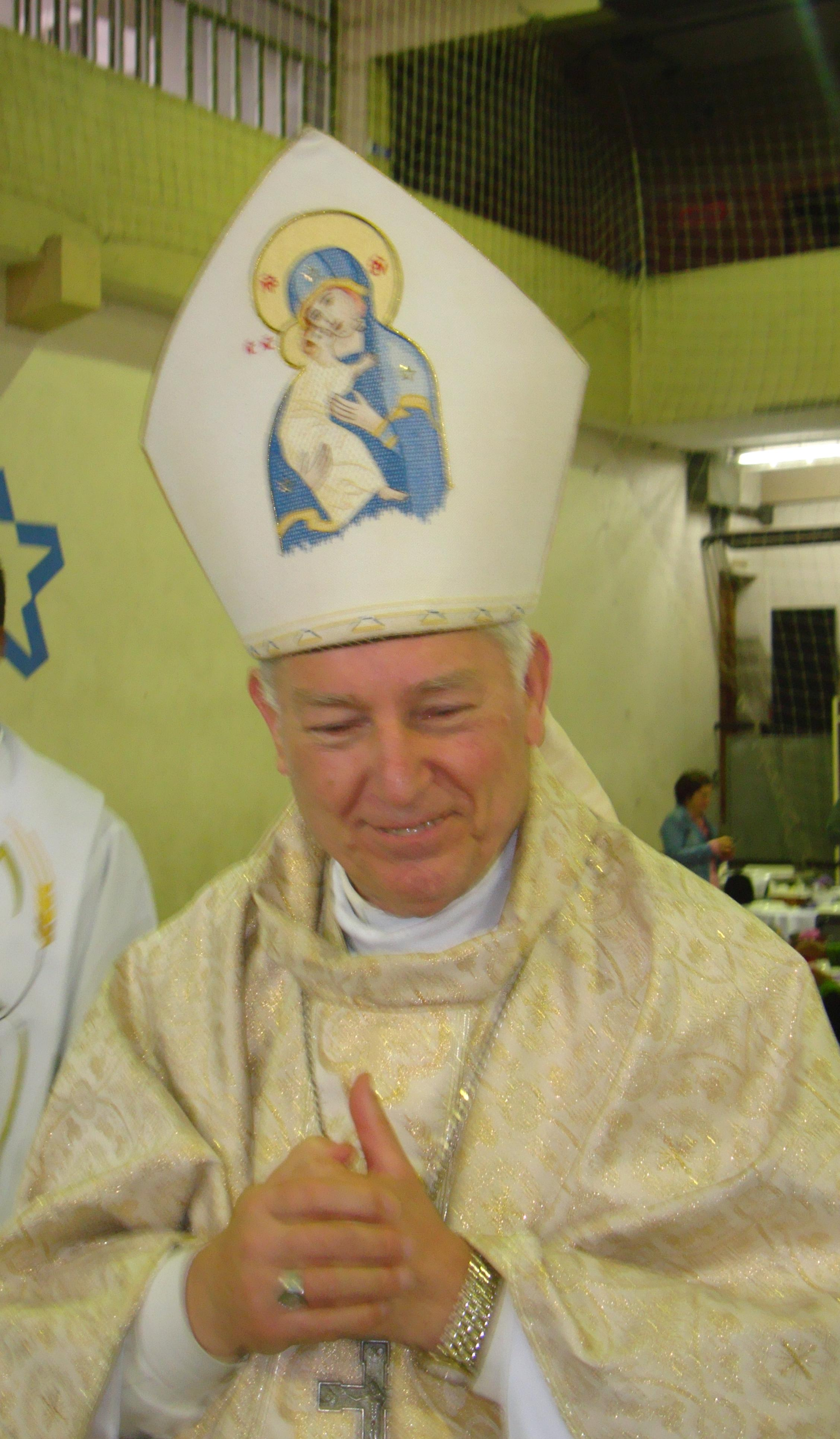
Dom Dadeus Grings

Tomou posse como terceiro bispo de São João da Boa Vista, interior de São Paulo, aos 19 de abril de 1991. Seu lema: "A VERDADE VOS LIBERTARÁ" (Jo 8, 32).
Preparou a Diocese para a celebração do Jubileu do ano 2000 com a realização do 1º Sínodo Diocesano (1995-2000). Foi durante seu pastoreio que foi criado o curso Propedêutico (Casa de Formação São Paulo) em Caconde.
No dia 6 de setembro de 1994, recebeu da Câmara Municipal de São João da Boa Vista o título de Cidadão Sanjoanense, em justo reconhecimento pelos serviços prestados ao povo e ao município, pelo mesmo motivo, recebeu o Título de Cidadão dos seguintes municípios: Casa Branca, Mogi Guaçu, Tapiratiba, Vargem Grande do Sul, Caconde, Santa Cruz das Palmeiras, e no dia 24 de setembro de 1999, a Câmara Municipal de Aguaí, tornou-o Cidadão Aguaiano.
De 10 a 19 de maio de 1995, aconteceu em Itaicí a 33ª Assembleia Nacional dos Bispos do Brasil, quando foi escolhida a nova direção para o próximo quadriênio, Dom Dadeus foi eleito para a Comissão Episcopal Pastoral para a Doutrina da Fé da CNBB, com a maior votação em primeiro escrutínio de todas realizadas naquela assembleia.
De 14 a 23 de abril de 1999, em Itaicí, na Assembleia Nacional dos Bispos do Brasil, onde foram eleitos os novos responsáveis pela condução da CNBB por mais quatro anos, Dom Dadeus Grings foi reeleito, com o maior número de votos (240 votos), para a Comissão Episcopal Pastoral para a Doutrina da Fé.

### Arcebispo de Porto Alegre
No dia 12 de abril de 2000, o Papa João Paulo II nomeou Dom Dadeus como Arcebispo Coadjutor da Arquidiocese de Porto Alegre, com direito a sucessão.
Em reunião realizada em Caxias do Sul, Dom Dadeus Grings foi eleito com 12 dos 19 votos, Presidente do Regional Sul-3 da CNBB para o mandato de 2001 até 2003. Tomou posse na Casa de Retiros da Vila Betânia, em formalidade simples, durante o Ato Penitencial da Missa Concelebrada por diversos bispos gaúchos, no dia 5 de dezembro de 2000.
Em 7 de fevereiro de 2001, o Papa João Paulo II acolheu o pedido de renúncia por limite de idade de Dom Altamiro Rossato, acontecendo assim, a passagem de Dom Dadeus Grings para Arcebispo Metropolitano de Porto Alegre.
Quando Dom Dadeus Grings assumiu a Arquidiocese de Porto Alegre, em 7 de fevereiro de 2001, imediatamente idealizou uma Igreja mais próxima de Deus. Convocou todo o Clero da Arquidiocese para o dia 8 de março de 2001, no Seminário São José de Gravataí, para uma importante comunicação. A partir daquele dia a Arquidiocese de Porto Alegre estaria organizada em 5 Vicariatos territoriais (Porto Alegre, Canoas, Gravataí, Guaíba e Montenegro) e um temático, o Vicariato da Cultura.
Em 7 de dezembro de 2004 recebe a Medalha do Mérito Farroupilha, outorgada pela Assembleia Legislativa do Rio Grande do Sul.
Em fevereiro de 2006, Dom Dadeus participou como observador da IX Assembleia do Conselho Mundial de Igrejas, que teve lugar em Porto Alegre.

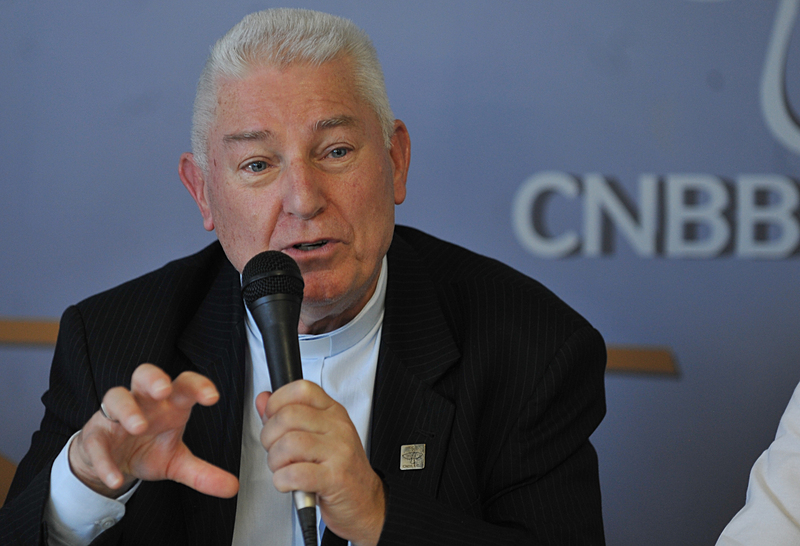
Dadeus Grings na assembleia da CNBB, em que afirmou que "a sociedade é pedófila" - Fonte:Agência Brasil/Governo Federal

Participou da Conferência de Aparecida em 2007, como membro delegado pela CNBB.
Em maio de 2007 foi escolhido entre os bispos do Rio Grande do Sul para ser o bispo representante do Interdiocesano Leste do Regional Sul-3 da CNBB. Foi presidente do I Fórum da Igreja Católica no Rio Grande do Sul, que aconteceu de 20 a 23 de setembro de 2007, na Pontifícia Universidade Católica do Rio Grande do Sul.
No dia 9 de abril de 2009 promulgou durante a Missa do Santo Crisma, na Catedral Metropolitana de Porto Alegre, o Regimento da Arquidiocese de Porto Alegre e anunciou um Ano Jubilar especial para celebrar os 100 anos da Arquidiocese de Porto Alegre a iniciar em agosto de 2009, ato que foi por ele presidido na Catedral com o lançamento da Edição Comemorativa da Bíblia do Centenário.
Em fevereiro de 2010 foi presidente do 6º Mutirão Nacional de Comunicação e 1º Mutirão Latino Americano e Caribenho de Comunicação, que aconteceu em Porto Alegre.
Em 4 de maio de 2010, Grings afirmou, na assembleia-geral da CNBB, que "a sociedade é pedófila". Também condenou o homossexualismo, conjecturando que "quando começa a (dizer) que eles têm direitos, direitos de se manifestar publicamente, daqui a pouco vão achar os direitos dos pedófilos". A CNBB, no dia seguinte, divulgou um comunicado negando que as opiniões do arcebispo reflitam a posição da Igreja; ela também sugeriu que as declarações foram "mal interpretadas".
Em 15 de agosto de 2010 presidiu a uma solene Concelebração Eucarística que marcou os 100 anos da Arquidiocese de Porto Alegre e da Província Eclesiástica do Rio Grande do Sul, com os bispos das 18 dioceses do estado gaúcho. Em 2011 passou a presidir o Vicariato de Porto Alegre.
Aos 25 de junho de 2011 teve seu nome divulgado como membro da Comissão Episcopal de Textos Litúrgicos da CNBB.
De 9 a 12 de dezembro de 2012 foi convocado pelo Papa Bento XVI a participar do Congresso Ecclesia in America, no Vaticano. Congresso este promovido pela Pontifícia Comissão para a América Latina.
No dia 18 de setembro de 2013 o Papa Francisco aceitou o pedido de renúncia feito por Dom Dadeus, por limite de idade, ao governo da Arquidiocese de Porto Alegre.

## Ordenações Episcopais
Dom Dadeus ordenou os seguintes bispos:
1. Zeno Hastenteufel (2002, na Catedral Metropolitana de Porto Alegre)
2. Jacinto Inácio Flach (2004, em Bom Princípio)
3. Remídio José Bohn (2006, na Catedral Metropolitana de Porto Alegre)
4. Alessandro Carmelo Ruffinoni, CS (2006, na Catedral Metropolitana de Porto Alegre)
5. Liro Vendelino Meurer (2009, na Catedral Metropolitana de Porto Alegre)
6. Rodolfo Luís Weber (2009, na Catedral Metropolitana de Porto Alegre)

E foi consagrante de:
1. Luís Gonzaga Bergonzini (1992)
2. Orani Tempesta, O. Cist. (1997)
3. Jacinto Bergmann (2002)
4. Jaime Pedro Kohl, P.S.D.P. (2007)
5. Aloísio Alberto Dilli, O.F.M. (2007)
6. Roberto Francisco Ferrería Paz (2008)
7. Antônio Carlos Rossi Keller (2008)
8. Dom Neri José Tondello (2009)
9. Jaime Spengler, O.F.M. (2011)
10. Agenor Girardi, M.S.C. (2011)
11. Geremias Steinmetz (2011)

## Cartilhas
Dom Dadeus, como Arcebispo de Porto Alegre escreveu as seguintes cartilhas:
1. Cartilha Eleitoral (2002)
2. Cartilha das Reformas Brasileiras (2003)
3. Cartilha Fundiária: A Questão Social Agrária (2003)
4. Cartilha Política: Eleições Municipais-2004 (2004)
5. Cartilha da Justiça: O Poder Judiciário e a Igreja (2004)
6. Cartilha Densidade Demográfica: O Controle da Natalidade (2004)
7. Cartilha do Amor (2005)
8. Cartilha da Segurança: A convivência humana (2005)
9. Cartilha da Juventude: A Evangelização da primeira idade (2006)
10. Cartilha Discípulos Missionários (2007)
11. Cartilha Eclesial: A Igreja do Fórum (2007)
12. Cartilha da Saúde: um apelo da Bioética (2008)
13. Cartilha sobre o Ano Paulino (2008)
14. Cartilha das Relações Públicas: O Acordo Igreja-Estado (2009)
15. Cartilha dos Anjos e Demônios: A Batalha entre Satanás e o Arcanjo Miguel (2009)
16. Cartilha da Mudança: A Nova Época Humana (2010)
17. Cartilha de Animação Bíblica da Pastoral: A Palavra da Salvação (2011)
18. Cartilha da Pessoa Idosa: Adultos Maiores (2012)
19. Cartilha da Fé Conciliar: Os Desafios do Concílio Vaticano II (2013)
20. Cartilha da Nova Paróquia: As Comunidades Paroquiais (2013)

Já como Arcebispo Emérito:
1. Cartilha da Vida Cristã: A Boa Nova da Salvação (2014)

## Livros
Dom Dadeus escreveu os seguintes livros:
1. Lógica Formal (1973)
2. Nosso Deus Pai, Filho e Espírito Santo (1974)
3. A Força de Deus na fraqueza do homem (1975)
4. Vitalidade do Cristianismo no século XX (1978)
5. Solidarismo, a sociedade do futuro (1978)
6. O Deus Brasileiro (1979)
7. Para que viver? (1981)
8. Dialética da Vida Consagrada: História Dialética do Cristianismo (1981)
9. Religião e Cristianismo (1982, co-autor)
10. Feliz para sempre (1984)
11. Conhecer a Verdade (1985)
12. A Ortopráxis da Igreja (1985)
13. A Ortodoxia Cristã (1986)
14. A descoberta científica de Deus (1990)
15. O homem diante do universo (1995)
16. Deus Pai (1999)
17. Creio na Santíssima Trindade: Jubileu do ano 2000 (1999)
18. Casamento, amor e sexo (2000)
19. A Boa Nova Bíblica - ontem, hoje e sempre (2001)
20. Mateus, o Evangelista da Felicidade (2002)
21. A vida humana plena (2003)
22. Sociedade do Futuro: entre o limite e a esperança (2003)
23. A Evangelização da Cidade: O Apostolado Urbano (2004)
24. Meu colóquio com Deus I: A teologia dogmática orante (2004)
25. Meu colóquio com Deus II: A teologia moral rezada (2006)
26. Meu colóquio com Deus III: Liturgia (2008)
27. Promoção Humana (2009)
28. Em busca de Deus (2010)